# Endeis leviseminentia
Endeis leviseminentia är en havsspindelart som beskrevs av Takahashi, Dick och Shunsuke F. Mawatari 2007. Endeis leviseminentia ingår i släktet Endeis och familjen Endeididae. Inga underarter finns listade i Catalogue of Life.